# Henrietta Müller
Pour les articles homonymes, voir Müller.
Frances Henrietta Müller (1846 - 4 janvier 1906) est une militante des droits des femmes et une théosophe britannique.

## Biographie
Henrietta Müller naît à Valparaíso, au Chili, fille d'un couple d'expatriés, William Müller, homme d'affaires britannique d'origine allemande, et Maria Henrietta Müller qui est anglaise. Sa sœur, Eva McLaren, est une suffragiste. Henrietta reçoit peu d'éducation formelle mais parle six langues et voyage. La famille se réinstalle en Angleterre et elle fait ses études universitaires au Girton College de Cambridge de 1873 à 1877. C'est là qu'elle s'implique dans le mouvement féministe, aidant à fonder des syndicats de femmes et la Women's Printing Society avec Emma Paterson.
Müller obtient son diplôme en 1877, avec mention assez bien, et la même année se présente aux élections du London School Board. Sa campagne est couronnée de succès et elle devient l'une des premières femmes membres du conseil jusqu'en 1885. Elle s'engage dans des réformes concrètes grâce à ses relations avec des enseignantes, par exemple en démontrant que la taille des points de couture exigée des élèves était supérieure à celle des meilleurs ouvrages de couture. Elle participe avec Annie Leigh Browne et Mary Stewart Kilgour (en) à la création de la première résidence universitaire pour femmes, College Hall, à Bloomsbury, avant de quitter le conseil en 1885.
Müller, qui est elle-même une Poor Law Guardian, fonde avec d'autres femmes vers 1883 la « Society for Promoting the Return of Women as Poor Law Guardians ». Estimant que le travail dans le système des Poor Laws est le mieux adapté aux femmes, elle en est la première secrétaire. Elle est membre exécutif de la National Vigilance Association, qui s'oppose à l'exploitation sexuelle des femmes et soutient la fermeture des maisons closes, mais démissionne en 1888 lorsque l'organisation qualifie les brochures sur la contraception de « littérature vicieuse ». Elle est membre du comité exécutif de la National Society for Women's Suffrage et soutient le mouvement de la tempérance.

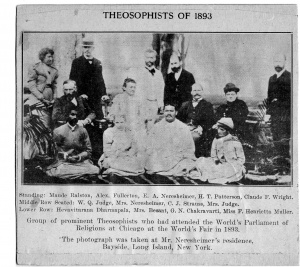
Réunion théosophique en 1893 à New York. Annie Besant et Müller sont au premier rang

Müller écrit des articles pour la Westminster Review qui traitent de l'autonomisation des femmes célibataires et critiquent le mariage contemporain. En 1888, elle fonde son propre périodique, The Women's Penny Paper (plus tard intitulé The Woman's Signal) et elle signe ses articles avec le pseudonyme Helena B. Temple.

## Engagements théosophiques
En 1891, Müller cesse les activités liées à la politique et à l'activisme féministe et rejoint la Société théosophique. L'année suivante, elle fait une conférence en Inde au nom de la société. Après avoir rencontré Swami Vivekananda au Parlement des religions en 1893, elle édite plusieurs de ses livres, notamment Lectures from Colombo to Almora, publié en 1897. Elle vit en Chine puis aux États-Unis, où elle meurt le 4 janvier 1906, à Washington.